# East Aisle Ridge
East Aisle Ridge (sinngemäß aus dem Englischen übersetzt Ostrangrücken) ist ein nordsüdlich verlaufender Gebirgskamm im ostantarktischen Viktorialand. Er ragt 1,5 km östlich des Gebirgskamms Central Aisle Ridge an der Nahtstelle zwischen dem unteren Abschnitt des Renegar-Gletschers und dem Koettlitz-Gletscher auf.
Das New Zealand Geographic Board benannte ihn 1994 in Verbindung mit den benachbarten Gebirgskämmen West und Central Aisle Ridge nach ihrer geographischen Lage zum Bergessel The Stage. Das gesamte Gebiet hatte eine Mannschaft des New Zealand Geological Survey bereits zwischen 1977 und 1978 vermessen.